# Let's Go Down and Blow Our Minds: The British Psychedelic Sounds of 1967
Let's Go Down and Blow Our Minds: The British Psychedelic Sounds of 1967 es una caja recopilatoria de varios artistas, publicada el 30 de septiembre de 2016 a través de Grapefruit Records, subsidiaria de Cherry Red Records.

## Antecedentes y lanzamiento
Let's Go Down and Blow Our Minds fue el primer lanzamiento de una serie de cajas recopilatorias que documentaba la escena psicodélica británica de finales de los años sesenta. Fue publicado el 30 de septiembre de 2016 en formato de 3 CDs. El álbum alcanzó el número 79 en la lista de álbumes recopilatorios del Reino Unido durante la semana del 3 de noviembre de 2016.
El 5 de enero de 2023, Cherry Red Records anunció el segundo volumen de la antología, Too Much Sun Will Burn, cuyo lanzamiento está previsto para el 24 de mayo de 2023.

## Recepción de la crítica
El crítico de Under the Radar, Frank Valish, comentó: “Mientras que Nuggets con demasiada frecuencia parece repetitivo e imitando a los actos británicos que se aventuraron a este lado del charco en ese momento, Let's Go Down suena vanguardista. Es una ventana a una época llena de ideas musicales e inspiración”.

## Posicionamiento
| Gráfica (2016)                     | Pico de posición |
| ---------------------------------- | ---------------- |
| Reino Unido (UK Compilation Chart) | 79               |